# Periphoba
Periphoba is een geslacht van vlinders uit de familie nachtpauwogen (Saturniidae). De wetenschappelijke naam van het geslacht is voor het eerst geldig gepubliceerd in 1820 door Jacob Hübner.
De typesoort van het geslacht is Phalaena amalia Stoll, 1782.

## Soorten
- Periphoba albata
- Periphoba amalia
- Periphoba arcaei
- Periphoba attali
- Periphoba aurata
- Periphoba courtini
- Periphoba diasi
- Periphoba galmeidai
- Periphoba hidalgensis
- Periphoba hircia
- Periphoba moseri
- Periphoba nigra
- Periphoba ockendeni
- Periphoba pascoensis
- Periphoba pessoai
- Periphoba porioni
- Periphoba punoensis
- Periphoba rudloffi
- Periphoba tangerini
- Periphoba tarapoto
- Periphoba tolimaiana
- Periphoba unicolor
- Periphoba yungasiana